# Єпіфань
Єпіфань (біл. Епіфань) — селище в Терюській сільській раді Гомельського району Гомельської області Республіки Білорусь.

## Географія

### Розташування
Розташоване Марковицьке лісництво. За 14 км від залізничної станції Терюха (на лінії Гомель — Чернігів), 28 км на південь від Гомеля.

## Гідрографія
На річці Терюха (притока річки Сож).

## Транспортна мережа
Транспортні зв'язки степовою, потім автомобільною дорогою Старі Яриловичі — Гомель. Дерев'яні селянські садиби стоять вздовж путівця.

## Історія
Селище Єпіфань засноване на початку XIX століття, коли сюди, в урочищі Єпіфанпілля, почали переселятися мешканці сусідніх сіл. У 1816 році у Гомельській волості Білицького повіту Могильовської губернії. Володіння фельдмаршалом, графа Петра Рум'янцева-Задунайського, згодом князя Івана Паскевича. У 1932 році жителі вступили до колгоспу.

## Населення

### Чисельність
- 2009 — 7 мешканців